# Малая Ыя
Малая Ыя (Малая Ия, Нижняя Ия) — река в России, протекает на северо-западе Удорского района Республики Коми. Левый приток реки Вашки.
Длина реки составляет 40 км.
Притоки (км от устья):
- 29 км: река Большая Ой (лв)[3][5];
- 35 км: река без названия (лв)[3].

## Данные водного реестра
По данным государственного водного реестра России относится к Двинско-Печорскому бассейновому округу, водохозяйственный участок реки — Мезень от истока до водомерного поста у деревни Малонисогорская. Речной бассейн реки — Мезень.
Код объекта в государственном водном реестре — 03030000112103000047443.